# Dídimo el Músico
Dídimo el Músico (en griego Didymos ho mousikos) fue un teórico de la música de Colofón de finales del siglo I a. C. o de principios del siglo I d. C. Su obra sobrevive en forma de fragmentos citados en las obras de Porfirio y Claudio Ptolomeo.

## Vida
Anteriormente se creía que era la misma persona que el gramático y lexicógrafo alejandrino Didymus Chalcenterus, porque Claudio Ptolomeo y Porfirio se referían a él como "Didimus ho mousikos" (el músico).
Conforme al libro Perictione en Colophon de Roger Scruton, Dídimo desde pequeño fue a vivir con Perictione que era nieta de Platón. Ella fue a vivir a Colofón, donde encontró a Dídimo, lo cuidó en su casa como su hijo y le proporcionó educación musical. A la edad de 12 años viajó con Perictione de vuelta a la ciudad de Atenas y a los 20 años entró a estudiar en la academia de Platón, dónde Heráclides Póntico le educó y crio como si fuera su hijo.
Los eruditos clásicos relacionaban este nombre con un gramático y músico más joven de la época de Nerón, que fue autor de una obra citada por Clemente de Alejandría.

## Obra
Entre sus obras de teoría musical se encuentra Sobre la diferencia entre los Aristoxénicos y los Pitagóricos (Περὶ τῆς διαφορᾶς τῶν Ἀριστοξενείων τε καὶ Πυθαγορείων). Según Andrew Barker, su intención era recuperar y producir interpretaciones contemporáneas de la música de la antigüedad griega.
Dídimo combinó elementos de los enfoques teóricos previos con una apreciación del aspecto de la interpretación. Fragmentos de su obra sobreviven a través de las obras de Porfirio y Claudio Ptolomeo, los cuales citan a Dídimo como una autoridad de primer orden. En estas fuentes se encuentran ejemplos de sus tetracordos como longitudes de cuerda medidas a partir de las cuales se pueden calcular las siguientes proporciones:
- tetracordo diatónico: (16:15)(10:9)(9:8)
- tetracordo cromático: (16:15)(25:24)(6:5)
- tetracordo enharmónico: (32:31)(31:30)(5:4)

Al igual que Arquitas de Tarento, usó una tercera mayor, pero parece haber sido el primero en usarla en la diatónica como la suma de los tonos enteros mayor (9:8) y menor (10:9) ya que de las proporciones (10:9 )•(9:8)= se obtiene 5:4. La diferencia de estos tonos enteros es la llamada  coma sintónica, también conocida como «coma de Didymus», que es un intervalo de razón 81:80.